# 殆完全數

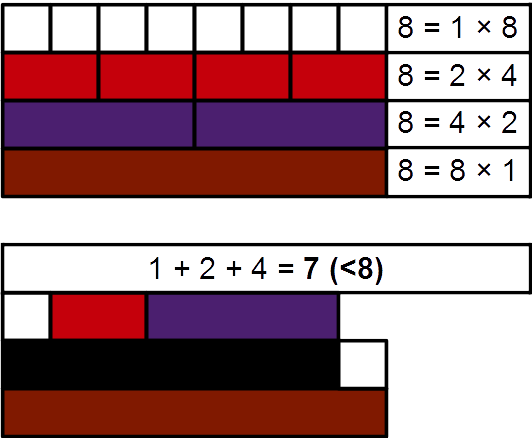
用古氏积木說明8是殆完全數，也是亏数

殆完全數（almost perfect number）是一種特別的自然數，它所有的真因數（即除了自身以外的因數）的和，恰好等於它本身減一。若用除數函數（其真因數的和及其本身）來表示，若一自然數n的除數函數σ(n)等於2n - 1，該自然數即為殆完全數。殆完全數是一種虧數。虧度（σ(n) − 2n）為-1。
例如4的除數函數為2+1=3，比4小1，因此4是殆完全數。
目前已知的殆完全數為2的非負次幂（OEIS數列A000079），因此唯一已知奇數的殆完全數為20 = 1，但尚未證明除了2的非負次幂以外，是否存在其他型式的殆完全數。可以證明若存在大於1的奇數殆完全數，至少會有六個質因數。
若m是奇數殆完全數，則m(2m − 1)會是笛卡爾數，而且，若a和b滿足{\displaystyle b+3<a<{\sqrt {m/2}}}，且4m − a and 4m + b都是质数，則m(4m − a)(4m + b)會是奇數的奇異數。

## 外部連結
- 埃里克·韦斯坦因. . MathWorld.